# 达尔贝格 (莱茵兰-普法尔茨州)
达尔贝格是德国莱茵兰-普法尔茨州的一个市镇。总面积2.30平方公里，总人口246人，其中男性128人，女性118人（2011年12月31日），人口密度107人/平方公里。